# Cattedrale di Nevers
La cattedrale dei Santi Quirico e Giulitta (in francese: Cathédrale Saint-Cyr-et-Sainte-Julitte de Nevers) è il principale luogo di culto cattolico di Nevers, nel dipartimento della Nièvre. La chiesa, sede del vescovo di Nevers, è monumento storico di Francia dal 1862.
Qui furono sepolti alcuni componenti della famiglia dei Gonzaga-Nevers:
- Federico Gonzaga-Nevers (†1574), figlio di Ludovico Gonzaga-Nevers
- Francesco Gonzaga-Nevers (†1580), figlio di Ludovico Gonzaga-Nevers
- Ludovico Gonzaga-Nevers (†1595), duca di Nevers e di Rethel

## Storia
In origine, in luogo dell'attuale cattedrale, vi era una chiesa dedicata ai santi Gervasio e Protasio. La cattedrale attuale ha origine dall'unione di due chiese preesistenti, da cui il doppio abside.